# San Fernando (Pampanga)
San Fernando is de hoofdstad van de Filipijnse provincie Pampanga en tevens het regionaal centrum van de regio Central Luzon. Bij de laatste census in 2007 had de stad ruim 269 duizend inwoners.
Elk jaar op Goede Vrijdag laten een aantal Filipino's zich in barangay San Pedro kruisigen. Ondanks het feit dat de Rooms-Katholieke Kerk haar afkeuring heeft uitgesproken over dit evenement, zijn er elk jaar weer ruim 10 mensen bereid om zich met spijkers aan het kruis te laten nagelen, om zo boete te doen voor hun zonden onder massale belangstelling van de wereldpers.

## Geografie

### Bestuurlijke indeling
San Fernando is onderverdeeld in de volgende 35 barangays:
| - Alasas - Baliti - Bulaon - Calulut - Del Carmen - Del Pilar - Del Rosario - Dela Paz Norte - Dela Paz Sur - Dolores - Juliana - Lara | - Lourdes - Magliman - Maimpis - Malino - Malpitic - Pandaras - Panipuan - Pulung Bulu - Quebiauan - Saguin - San Agustin - San Felipe | - San Isidro - San Jose - San Juan - San Nicolas - San Pedro - Santa Lucia - Santa Teresita - Santo Niño - Santo Rosario - Sindalan - Telabastagan |

## Demografie
San Fernando had bij de census van 2007 een inwoneraantal van 269.365 mensen. Dit zijn 47.508 mensen (21,4%) meer dan bij de vorige census van 2000. De gemiddelde jaarlijkse groei komt daarmee uit op 2,71%, hetgeen hoger is dan het landelijk jaarlijks gemiddelde over deze periode (2,04%). Vergeleken met de census van 1995 is het aantal mensen met 76.340 (39,5%) toegenomen.

De bevolkingsdichtheid van San Fernando was ten tijde van de laatste census, met 269.365 inwoners op 67,74 km², 3976,5 mensen per km².

## Geboren in San Fernando
- Pedro Abad Santos (31 januari 1876), arbeidersleider en afgevaardigde (overleden 1945);
- Jose Abad Santos (19 februari 1886), opperrechter hooggerechtshof (overleden 1942);
- Zoilo Hilario (27 juni 1892), schrijver, politicus en jurist (overleden (1963);
- Irineo Miranda (15 december 1896), cartoonist, kunstschilder en illustrator (overleden 1964);
- Brillante Mendoza (30 juli 1960), filmregisseur.

Angeles · Apalit · Arayat · Bacolor · Candaba · Floridablanca · Guagua · Lubao · Mabalacat · Macabebe · Magalang · Masantol · Mexico · Minalin · Porac · San Fernando · San Luis · San Simon · Santa Ana · Santa Rita · Santo Tomas · Sasmuan